# 映画 Yes!プリキュア5GoGo! お菓子の国のハッピーバースディ♪
『映画 Yes!プリキュア5GoGo! お菓子の国のハッピーバースディ♪』（えいが イエス! プリキュアファイブゴーゴー! おかしのくにのハッピーバースディ♪）は、 2008年11月8日公開の劇場アニメーション。本項では同時上映の『ちょ〜短編 プリキュアオールスターズ GoGoドリームライブ』も解説する。
キャッチコピーは「お菓子の国はあまくない!?」、「デザート王国で、プリキュアがお菓子になっちゃった!!」。

## 概要
前作と様変わりにゲスト声優として俳優などの起用はなく、声優としておもに活躍している人物をゲストキャストとして配した。又、EDテーマは『映画 ふたりはプリキュアMax Heart2 雪空のともだち』以来のオリジナルソングとなった。
前作同様、鑑賞者参加型のシステムを取っており、「ミラクルライト2」が配布された。
また、同時にミラクルライト2の使用上の注意を促す前説もシロップを加えて行われた。内容としてはココとナッツが変身と称して動物体の姿でそれぞれドリーム・ミントのコスプレをしたり、『ふたりはプリキュア』のネタを絡めたりなどされている。また、本編の敵幹部としてブンビーが登場する。

## ストーリー
今日はのぞみの誕生日。ナッツハウス前でパーティーが開かれようとしたその時、一同の前に1台のオーブンレンジが落ちてくる。その中から現れたのはデザート王国の住人・チョコラだった。さらに彼女を追ってやってきたブンビーが出現、のぞみのバースデーケーキをホシイナーに変えてしまう。
激戦の末に勝利したものの、ケーキはブンビーに取られてしまい、がっかりするのぞみ。それを知ったチョコラは、そのお礼にとデザート王国に彼女達を招待することに。しかし、デザート王国はムシバーンに操られたデザート女王と手下のビター、ドライによって支配されていた。さらに、プリキュア達は彼らの仕業によってお菓子にされ、ココも洗脳されてしまう。
ムシバーンの欲望から国を救うため、プリキュア達はなおも戦いを挑んでいく。

## 登場人物

### 本編からの登場人物
夢原 のぞみ（ゆめはら のぞみ） / キュアドリーム / シャイニングドリーム
声 - 三瓶由布子
物語序盤では、みんなから自分の誕生日を祝福されるが、ブンビーの乱入により妨害される。
物語中盤ではデザート王国でムシバーンにあやつられたココとの戦闘になって、当初は強力な攻撃をうけて圧倒される。それでもココを信じる心を示し、彼とキスを交わしたことで彼の洗脳を解くことに成功する。
物語終盤ではムシバーンと決戦をするが、腹に蹴りをくらうなど劣勢になる。だが、ミラクルライトの力で応援されたことで「シャイニングドリーム」へと進化する。
最終的にはムシバーンとの一騎討ちで激闘し、結果として彼に勝利する。そのあとは、デザート王国で誕生日の祝いを再開された。
夏木 りん（なつき りん） / キュアルージュ
声 - 竹内順子
冒頭では、かれんと花の手入れをしていた。
物語中盤ではキュアアクアとともにドライと戦闘になるが、腕や背中を攻撃されたことでアイスクリームになっていく。
結果としてキュアドリームの呼び声で復活し、のぞみの誕生日に真心を伝えるために逆転する。
春日野 うらら（かすがの うらら） / キュアレモネード
声 - 伊瀬茉莉也
物語中盤ではキュアミントとともにビターと戦闘になるが、強力な攻撃をもつビターに圧されてクッキーになっていく。
結果としてキュアドリームの呼び声で復活し、ケーキやレモンパイをのぞみに与えるために逆転する。
秋元 こまち（あきもと こまち） / キュアミント
声 - 永野愛
物語中盤ではキュアレモネードとともにビターと戦闘になるが、腹や腕を攻撃されたことでクッキーとなっていく。
結果としてキュアドリームの呼び声で復活し、エクレアやどら焼きをのぞみに与えるために逆転する。
水無月 かれん（みなづき かれん） / キュアアクア
声 - 前田愛
冒頭では、りんと花の手入れをしていた。
物語中盤ではキュアルージュとともにドライと戦闘になるが、腕や背中を攻撃されたことでアイスクリームになっていく。
結果としてキュアドリームの呼び声で復活し、のぞみの誕生日の願いをかなえるために頑張って逆転する。
ミルク / 美々野 くるみ（みみの くるみ） / ミルキィローズ
声 - 仙台エリ
冒頭ではケーキのクリーム作りをした。また、チョコラに嫉妬していた。
物語序盤ではココの世話役としてココと同行するが、デザートによって閉じこめられる。
物語中盤ではココを助けるために脱出し、そのあとチョコラと再会するが、彼女の所業に怒りを見せつつもムシバーンのところへ案内するよう頼む。
物語終盤ではムシバーンと激闘し、結果としてデザート女王の洗脳を解くことに成功する。
ココ / 小々田 コージ（ここだ コージ）
声 - 草尾毅
デザート王国に、のぞみたちと一緒にやってくる。
チョコラとは旧知の仲。
ナッツ / 夏（ナッツ）
声 - 入野自由
シロップ / 甘井 シロー（あまい シロー）
声 - 朴璐美
メルポ
声 - 水田わさび
ブンビー
声 - 高木渉
エターナルの一員だが、本作ではムシバーンにアルバイトとして雇われている。
チョコラと協力して、プリキュアたちを「デザート王国」に誘うよう依頼されている。
そのあとは任務の成功を本国に報告し、報酬を要求するも現物支給（自身が奪ったのぞみの誕生日ケーキ）だったため、ビターとドライに怒りをぶつけるも、強制的に退場させられた。
ホシイナー
声 - ふくまつ進紗
エターナルのメンバーが使役する怪物。のぞみの誕生日ケーキに取りついたホシイナー。

### デザート王国の住人
チョコラ
声 - 川田妙子
デザート王国の王女を務める少女。桃色の髪と青色の瞳が特徴。頭部にはティアラとウサギのような耳飾りをつけており、桃色のドレスを身にまとっている。一人称は「わたし」。
将来は母のような立派な女王になることをめざしており、菓子をつくる際には「ミラクルライト」で温かなこころを込める作業をする。
パルミエ王国に菓子を幾度も届けており、ココやナッツとは知り合いの仲でもある。
実はムシバーンにプリキュアをデザート王国に誘うよう脅されており、嫌々ブンビーと協力して、プリキュアたちの前にあらわれる。そして、ブンビーに追われているという自演でプリキュアたちをだまし、結果としてデザート王国に招待する。
物語中盤では、プリキュアたちをだました罪悪感から逃げだすが、のぞみにはすべてを告白し、彼女に励まされたことで気持ちをたちなおらせる。
物語終盤では、ムシバーンにあやつられた母を救出しようとたち向かい、結果として洗脳がとけた母との再会に涙をながす。最終的には、デザート王国を救ったプリキュアたちに感謝し、彼女らにケーキをプレゼントした。
デザート女王（デザートじょおう）
声 - 土井美加
デザート王国の女王を務める女性で、チョコラの母でもある。桃色のドレスを着ている。一人称は「わたし」。
女王として気品ある振る舞いをこころがけ、菓子づくりは国家一のため、国民からの信頼は厚く、ココやナッツからも慕われるほどの人格者である。
シロップに菓子の配達を依頼したことがあるため、彼とは顔見知り。
実はムシバーンにあやつられており、プリキュアを菓子にしようとしたが、最終的には正気に戻った。なお、ムシバーンとは以前からなんらかの関係にあったが、彼が心をもたないことに涙を流す姿を見せていた。

### 本作の敵
ムシバーン
声 - 大塚明夫
本作品における事件の黒幕で、デザート王国を乗っ取った張本人。紳士風の壮年男性で、口ヒゲと長い襟足が特徴。一人称は「わたし」。
肩パッドと緑色のマントを身につけ、スレンダーな筋肉質の上半身には紫色の甲冑を着用している。
プリキュアを最高の菓子にして食べようと目論み、ブンビーとチョコラを利用してプリキュアたちをデザート王国に招き入れる。
「こころ」がないため、デザート女王から幾度も菓子を振舞われていたが、菓子に込められた真心や気遣いに満足できず、ついにはデザート王国を憎んで乗っとる。
他人の精神をあやつる能力をもち、あやつられた者は胸元（デザート女王は額）にクリスタルの飾りがつけられている。
主な技は手から放つ光弾で、最大だと地面が割れるほどの威力がある。肉弾戦も得意で、ミルキィローズと互角以上の実力をもち、プリキュア5と戦った際には圧倒した。
物語中盤では、プリキュアたちに自身の満たされない内心を否定されたことで憤り、国ごと滅ぼそうとする。そして、自身の「欲望」とプリキュアの「愛、希望、勇気」どちらが上かの勝負を挑み、プリキュアたちを次々に圧倒する。
物語終盤では黒い剣を武器にして、パワーアップをとげたシャイニングドリームの「スターライトフルーレ」との激しい戦闘をする。最終的には「プリキュア･スターライトソリューション」を受けて敗北し、「みんなで分けあえば、本当に、美味しさが余すのか？」と悟り、笑みをみせて消滅した。
のちの『映画 プリキュアオールスターズDX3 未来にとどけ! 世界をつなぐ☆虹色の花』にて、ブラックホールの力によって復活を果たして再び敵として登場する。
強化形態
本作では披露していないが、『DX3』にて復活した際に披露した強化形態。
肉体が筋肉質になる。小説版によるとさらに目も血走っている模様。プリキュアの必殺技をいくら受けても突進してくるほど理性を失っている。

#### ムシバーンの配下たち
ビター
声 - 松風雅也
ムシバーンに操られたデザート女王の側近を務める青年男性。金色のセミロングヘアに褐色の肌が特徴。一人称は「オレ」。
軽い口調とは裏腹に強暴な性格で、やさしい真心を否定するほか、辛い物好きで甘い菓子を嫌っている。損得勘定も激しく、他人に施しを行うことを「損でバカバカしい」と切り捨てる。また、女性を軽視する傾向があり、キュアレモネードに対し「女は力がない」と挑発する。
キュアレモネードとキュアミントを圧倒するほどの高い格闘能力をもち、命中した部分を菓子にする光線を発射したり、指を鳴らして爆風を起こしたりする。
オーブンの世界でキュアレモネードとキュアミントをクッキーにしようとするが、最終的には復活した彼女たちの技である「プリキュア･プリズムチェーン」と「プリキュア･エメラルドソーサー」を受けて敗北する。
戦いのあとは、何事もなかったかのように笑顔でのぞみの誕生パーティ会場でカートを運んでいた。
ドライ
声 - 石田彰
ムシバーンに操られたデザート女王の側近を務める青年男性。銀髪に色白の肌が特徴で、四角眼鏡をかけている。一人称は「わたし」。
知的で冷静な性格のために通常は敬語だが、戦闘になると荒々しくなる。また、菓子類に興味がなく、「なくても困らない」と冷徹に言い放ち、菓子につられたキュアルージュとキュアアクアを徹底的に見下し、彼女たちの情熱や真心を否定する。
戦闘時は青い氷の光弾を無数に発生させて攻撃するほか、命中した部分を凍らせる氷の刃を駆使する。
キュアルージュとキュアアクアを巨大な冷凍庫空間で追いつめるが、最終的には復活した彼女たちの技である「プリキュア･ファイヤーストライク」と「プリキュア･サファイアアロー」を同時に受けて敗北する。
戦いのあとは、ビター同様何事もなかったかのようにクールにのぞみの誕生パーティ会場にその姿が確認される。
ダークココ
声 - 草尾毅
ムシバーンにあやつられたココ。物語中盤から登場する。当初はサングラス状の仮面をつけていたが、キュアドリームを絶望させるべく、途中で仮面を取って素顔をみせる。
戦闘時は「キュアフルーレ」に酷似した黒いキュアフルーレのほか、破壊光弾や命中した部分をチョコレートにする光の刃も使用する。
ビターとドライが4人のプリキュアを菓子にする間、残ったキュアドリームをチョコレートにするためにあらわれる。当初はキュアドリームを圧倒し、衝撃をうけても小動物に戻らないなど、本来のココよりも戦闘能力が増している。
物語中盤では、黒いキュアフルーレを使役してキュアドリームを一方的に攻撃するが、彼女のココを想う視線によって洗脳が徐々に解け、最終的にはキュアドリームのキスによってムシバーンの洗脳から解放された。

## シャイニングドリーム
お菓子の国の住人達がかざしたミラクルライトの力でパワーアップしたキュアドリーム。変身時の決め台詞は「想いを咲かせる奇跡の光」。スーパープリキュアとは違って外見は大きく変わり、天使をイメージしたような姿になる。ピンクを基調としたコスチュームは純白色がメインになって、背中からは身体と同じ大きさの天使のような羽が生え、さらに腰の後ろにもそれを模した小さな2対の羽飾りがつき、全体的に柔らかいイメージとなった。
武器
スターライト・フルーレ
シャイニングドリームの使用する、特別なキュアフルーレ。プリキュア5の色をイメージした5つの薔薇飾りと、中心に白い大きなバラ飾りを象っている。
必殺技
プリキュア・スターライト・ソリューション
シャイニングドリーム時のみ使用。スターライト・フルーレから射ち出された5つの薔薇飾りと共に、自身を光の散弾と化して相手を撃ち貫く。

## 作品用語
デザート王国
デザート女王が統治している国。国民達は人間に似た容姿をしている。ムシバーンによって国を支配されて以降は、国のあらゆる菓子を侵食されている。全ての物が菓子で出来ていて、クリームパイの花、シュークリームの木の実、プリンの野原、チョコレートの地面、キャンディーの花畑、ジュースの川、クッキーの岩などがあり、それらはいくら食べても太らない。他の世界へと移動する際は「オーブンレンジ」を使用しており、転送するときは熱くなる。また、ミラクルライトで大きくすることも可能。
ミラクルライト2
本作でのアイテム。劇中ではチョコラが管理しており、冒頭では「オーブンレンジ」を巨大化させ、ムシバーンとプリキュアの大決戦中ではデザート王国の住民に転送され、住民が振った事で、キュアドリームは「シャイニングドリーム」に強化変身した。
その形状や方法は、前作に登場した「ミラクルライト」とは大きく異なり、先端にプリキュアをイメージした「バラ」の花状の蛍光部が付けられており、これを点灯させて、手に持って振る方式となっている。そしてこれ以降のライトアイテムは、先端にプリキュアや世界などをイメージした蛍光部が付けられ、点灯させて手に持って振る方式へとなっていく。

## スタッフ
- 製作：高橋浩（東映アニメーション）、岡田裕介（東映）、渡辺克信（朝日放送）、竹中一博（バンダイ）、奥村康治（アサツー ディ・ケィ）、中山晴喜（マーベラスエンターテイメント）
- 企画：西出将之、梅澤淳稔、鷲田正一
- 脚本：成田良美
- 音楽：佐藤直紀
- 製作担当 - 末竹憲
- キャラクターデザイン：川村敏江、爲我井克美
- 作画監督：爲我井克美
- 美術監督：行信三
- 編集：片瀬健太
- 録音：川崎公敬
- 音響効果：石野貴久（サウンドリング）
- 選曲：水野さやか（スワラプロ）
- 記録：沢井尚子
- 色彩設計：佐久間ヨシ子
- 録音スタジオ：タバック、アオイスタジオ
- 現像：東映ラボ・テック
- 製作 - 映画 Yes!プリキュア5GoGo!製作委員会（東映アニメーション、東映、バンダイ、アサツー ディ・ケイ、ABC、マーベラスエンターテイメント）
- 配給 - 東映
- 監督：長峯達也

## 主題歌
オープニング『プリキュア5、フル・スロットル GO GO!』
エンディング『Birthday Party』
作詞・作曲：高橋ジョージ 歌：三船美佳&THE TRA★BRYU with Renon（Renonは三船娘）

## その他
- スタッフロールでは､本編終了後の風景をチョコラがスケッチブックをめくっていく形で紹介している。
- 本作に登場したキャラクターは、のちのクロスオーバー映画で台詞無しのモブキャラクターとして登場している[7]。

## ネット配信
- YouTubeの「プリキュア公式YouTubeチャンネル」より、2020年3月27日18:00から同年4月3日17:59まで、本作・前作『映画 Yes!プリキュア5 鏡の国のミラクル大冒険!』・次作『映画 プリキュアオールスターズDX みんなともだちっ☆奇跡の全員大集合!』の計3本が期間限定無料配信された。なお後述の同時上映作品『ちょ〜短編』は配信されていない。
- 2021年3月13日16:30から同年3月14日23:59まで、同チャンネルで本作と『映画 Yes!プリキュア5』の計2本が期間限定無料配信されている。今回も『ちょ〜短編』は配信せず。
- YouTube「東映アニメーションミュージアムチャンネル」では、『映画 プリキュアオールスターズF』（2023年9月15日公開予定）の公開を記念して、2023年8月13日から同年8月20日まで本作品と『映画 HUGっと!プリキュア♡ふたりはプリキュア オールスターズメモリーズ』が2本立てで配信されている[8]。

## 映像ソフト化
- セルDVDは2009年3月18日にマーベラスエンターテイメントよりリリースされた。初回限定版では舞台挨拶などの特典映像、ピクチャーレーベルなどがついた。
- レンタルDVDは2009年3月13日に東映ビデオよりリリースされた。
- 2015年6月17日にはブルーレイがマーベラスより発売された。（参考リンク）

## 同時上映

### 短編概要
『ちょ〜短編 プリキュアオールスターズ GoGoドリームライブ』とは、プリキュアシリーズ5年目を記念して製作された、プリキュア初の同時上映短編映画。上映時間は5分ほどである。『5GoGo』までの歴代プリキュアが出演している。
また、ラストのライブシーンでは各作品の登場キャラクターや、既に消滅したはずの敵役に良く似た人物などが観客としてゲスト出演している。
本作は本編である『5GoGo！』映画のDVD及びblu-rayに同時収録されている。後のプリキュアオールスターズDX初回特典版には、本作のディレクターズカット版が収録された。
本作で作画されたシーンの多くは、後述のオールスターDXに多く流用された。
なお、本作で初めて顔を合わせた3組11名のプリキュアだが、オールスターズ映画かつクロスオーバー映画では初の長編作となる次作『映画 プリキュアオールスターズDX みんなともだちっ☆奇跡の全員大集合!』では本作の設定は全て省かれ、『DX』で初めて歴代プリキュアが集合した事になっている。これは、「『ちょ〜短編』を見ていないと『DX』を楽しめないかもしれない」、「『ちょ〜短編』は5分、観ていたとしても記憶に残っているかは曖昧」、「『DX』シリーズは70分の長編で一本の作品としてつくるんだから、仕切り直したほうがよい」という大塚監督の意向によるものである。

### 短編ストーリー
ライブ観賞にスタジアムへやってきたプリキュアメンバー達だったが、会場には誰もいなかった。一同が困惑する中、目の前に巨大な怪物が現れ、プリキュア達に襲ってきた。

### 短編登場人物
プリキュアオールスターズ
個人の詳細は各作品の解説を参照。
カゲの巨人
声：梁田清之
プリキュアに戦いを挑んできた謎の怪物。ライブ会場から飛び出す程の巨大。台詞としては「プリキュア」の名前を叫ぶのみ。何故戦いを挑んできたかは不明。
ディレクターズカット版では、ザケンナー、ウザイナー、コワイナーの影が映る描写がある。
デザインは後年の『プリキュアオールスターズDX』の巨大化したフュージョンに流用された（体色は異なる）。

### 短編スタッフ
- 原作：東堂いづみ
- 企画：鷲尾天
- 監督：大塚隆史
- 作画監督：川村敏江
- 脚本：山下憲一
- 製作：東映アニメーション

### 短編主題歌
主題歌『DANZEN!まかせて☆フル・スロットルGOGO!!』
作曲：小杉保夫・間瀬公司、編曲：亀山耕一郎、歌：五條真由美・うちやえゆか・工藤真由
歴代オープニング曲のメドレー。
曲目は『DANZEN! ふたりはプリキュア（Ver.Max Heart）』『まかせて★スプラッシュ☆スター』『プリキュア5、フル･スロットル GO GO!』。
なお、スタッフロールは『まかせて★スプラッシュ☆スター★』の部分に集約されている。